# Айраг-Нур
Айраг-Нур (монг. Айраг нуур) — прісноводне озеро, що розташоване у західній частині Монголії, в улоговині Великих озер. Воно міститься в системі пов'язаних між собою озер: Хара-Ус-Нур, Хара-Нур, Дурген-Нур і Хярґас-Нур.
Глибина озера коливається в залежності від стоку річки Завхан. Воно сполучене з озером Хярґас-Нур протокою шириною 200–300 метрів і довжиною 1 км; ця протока не замерзає.
Влітку озеро прогрівається до самого дна. Навіть взимку температура залишається досить постійною: 1–2,5 °C. Порівняно з іншими озерами вода непрозора.
З 13 квітня 1999 року озеро охороняється згідно з Рамсарською конвенцією як місце відпочинку водоплавних птахів.